# Paola Stévenne
 (mars 2020).
Paola Stévenne, née en 1971 à Santiago du Chili, est une réalisatrice belge. Elle a notamment été présidente de la Société Civile des Auteurs Multimédia (SCAM) entre 2015 et 2019.

## Éducation
Paola Stévenne est diplômée de philosophie à l'ULB et de réalisation à l'Institut national supérieur des arts du spectacle et des techniques de diffusion (INSAS) (1998).

## Carrière
De 1998 à 2004, elle travaille en cinéma documentaire en tant qu'assistante de réalisation et de production. Durant cette période, elle écrit des reportages pour différentes revues belges et françaises sur l’immigration et l’émancipation.

## Œuvre
En 2002, elle réalise Terres de confusion,,, offrant un portrait de l'Europe à travers des rencontres avec ceux qui n'ont pas le droit d'y résider. En 2003, B-boys Fly Girl, un documentaire sur le machisme dans le monde du rap. Depuis 2004, elle développe une activité d'autrice, productrice et réalisatrice radio tant en documentaire qu'en fiction.
Elle réalise Je me souviens de la salle de bain avec Sarah Masson (bande dessinée), La Princesse de cristal (livre CD), Petite leçon d’économie (radio), Ce désir acharné d’espérance (radio), Je suis la baleine (radio), V pour variation (radio), La Chambre des filles (radio), La Princesse de cristal (radio)

## Engagements
Entre 2015 et 2019, Paola Stévenne est présidente du comité belge de la Société Civile des Auteurs Multimédia (SCAM). En 2019, elle interpelle notamment le monde politique belge pour soutenir la profession et la création en dénonçant « le cumul impossible entre allocations de chômage et droits d'auteur ».
Elle est également initiatrice du prix Agnès. Hommage à Agnès Varda, le Prix Agnès est remis lors du Festival international du film francophone de Namur dans le cadre du jury Émile Cantillon — compétition de fiction. Ce prix offre 5 000 euros à l’auteur dont l’œuvre témoigne d’un regard original et novateur sur l’égalité homme-femme et d’un imaginaire égalitaire.